# Bahamy na Letnich Igrzyskach Olimpijskich 2008
Bahamy na Letnich Igrzyskach Olimpijskich 2008 reprezentowało 25 zawodników w 4 dyscyplinach.
Był to 14. start reprezentacji Bahamów na letnich igrzyskach olimpijskich.

## Zdobyte medale
| Medal  | Zawodnik                                                  | Dyscyplina sportowa | Konkurencja        |
| ------ | --------------------------------------------------------- | ------------------- | ------------------ |
| Srebro | Andretti Bain Chris Brown Michael Mathieu Andrae Williams | lekkoatletyka       | sztafeta 4 x 400 m |
| Brąz   | Leevan Sands                                              | lekkoatletyka       | trójskok mężczyzn  |

| Medale według dni | Medale według dni | Medale według dni | Medale według dni | Medale według dni | Medale według dni | Medale według dni |
| ----------------- | ----------------- | ----------------- | ----------------- | ----------------- | ----------------- | ----------------- |
| Dzień             | Data              |                   |                   |                   | Razem             |                   |
| Dzień 0           | 8                 | —                 | —                 | —                 | —                 |                   |
| Dzień 1           | 9                 | 0                 | 0                 | 0                 | 0                 |                   |
| Dzień 2           | 10                | 0                 | 0                 | 0                 | 0                 |                   |
| Dzień 3           | 11                | 0                 | 0                 | 0                 | 0                 |                   |
| Dzień 4           | 12                | 0                 | 0                 | 0                 | 0                 |                   |
| Dzień 5           | 13                | 0                 | 0                 | 0                 | 0                 |                   |
| Dzień 6           | 14                | 0                 | 0                 | 0                 | 0                 |                   |
| Dzień 7           | 15                | 0                 | 0                 | 0                 | 0                 |                   |
| Dzień 8           | 16                | 0                 | 0                 | 0                 | 0                 |                   |
| Dzień 9           | 17                | 0                 | 0                 | 0                 | 0                 |                   |
| Dzień 10          | 18                | 0                 | 0                 | 0                 | 0                 |                   |
| Dzień 11          | 19                | 0                 | 0                 | 0                 | 0                 |                   |
| Dzień 12          | 20                | 0                 | 0                 | 0                 | 0                 |                   |
| Dzień 13          | 21                | 0                 | 0                 | 1                 | 1                 |                   |
| Dzień 14          | 22                | 0                 | 0                 | 0                 | 0                 |                   |
| Dzień 15          | 23                | 0                 | 1                 | 0                 | 1                 |                   |
| Dzień 16          | 24                | 0                 | 0                 | 0                 | 0                 |                   |

## Reprezentanci

### Boks
Mężczyzna
- Tureano Johnson – waga półśrednia (do 69 kg), odpadł w ćwierćfinale[1]

### Lekkoatletyka
Kobiety
- Christine Amertil – bieg na 400 m, odpadła w półfinale (15. czas)
- Timicka Clarke – bieg na 100 m, odpadła w pierwszej rundzie (56. czas, 6. miejsce w biegu nr 6)
- Jackie Edwards – skok w dal, odpadła w rundzie kwalifikacyjnej (nie zaliczyła ani jednego skoku)
- Laverne Eve – rzut oszczepem, odpadła w rundzie kwalifikacyjnej (20. miejsce, 9. miejsce w grupie B)
- Debbie Ferguson-McKenzie – bieg na 100 m (zajęła 7. miejsce), bieg na 200 m (zajęła 7. miejsce)
- Sheniqua Ferguson – bieg na 200 m, odpadła w drugiej rundzie (29. czas, 8. miejsce w biegu nr 3)
- Chandra Sturrup – bieg na 100 m, odpadła w półfinale (8. czas)

Mężczyźni
- Derrick Atkins – bieg na 100 m, odpadł w półfinale (12. czas)
- Andretti Bain – bieg na 400 m, odpadł w półfinale (19. czas)
- Chris Brown – bieg na 400 m, zajął 4. miejsce
- Michael Mathieu – bieg na 400 m, odpadł w półfinale (20. czas)
- Jamaal Rolle – bieg na 200 m, odpadł w pierwszej rundzie (34. czas, 5. miejsce w wyścigu nr 7)
- Leevan Sands – trójskok,  brązowy medal
- Shamar Sands – bieg na 110 m przez płotki, odpadł w drugiej rundzie (19. czas, 7. miejsce w biegu nr 2)
- Donald Thomas – skok wzwyż, odpadł w rundzie kwalifikacyjnej (21. miejsce, 12. miejsce w grupie A)
- Andretti Bain, Chris Brown, Michael Mathieu, Ramon Miller, Avard Moncur, Andrae Williams – sztafeta 4 x 400 m,  srebrny medal

### Pływanie
Kobiety
- Alana Dillette – 100 m stylem grzbietowym, odpadła w rundzie kwalifikacyjnej (32. czas, 4. miejsce w wyścigu nr 3)
- Arianna Vanderpool-Wallace – 50 m stylem dowolnym, odpadła w rundzie kwalifikacyjnej (24. czas, 2. miejsce w wyścigu nr 8); 100 m stylem dowolnym, odpadła w rundzie kwalifikacyjnej (28. czas, 2. miejsce w wyścigu nr 3)

Mężczyźni
- Elvis Vereance Burrows – 50 m stylem dowolnym, odpadł w rundzie kwalifikacyjnej (52. czas, 7. miejsce w wyścigu nr 8)
- Jeremy Knowles – 100 m stylem motylkowym, odpadł w rundzie kwalifikacyjnej (49. czas, 3. miejsce w wyścigu nr 3); 200 m stylem motylkowym, odpadł w rundzie kwalifikacyjnej (35. czas, 6. miejsce w wyścigu nr 3); 200 m stylem zmiennym, odpadł w rundzie kwalifikacyjnej (24. czas, 4. miejsce w wyścigu nr 3)

### Tenis ziemny
Mężczyźni
- Mark Knowles, Devon Mullings – gra podwójna, odpadli w 1/16 finału